# فلسفه روان‌شناسی

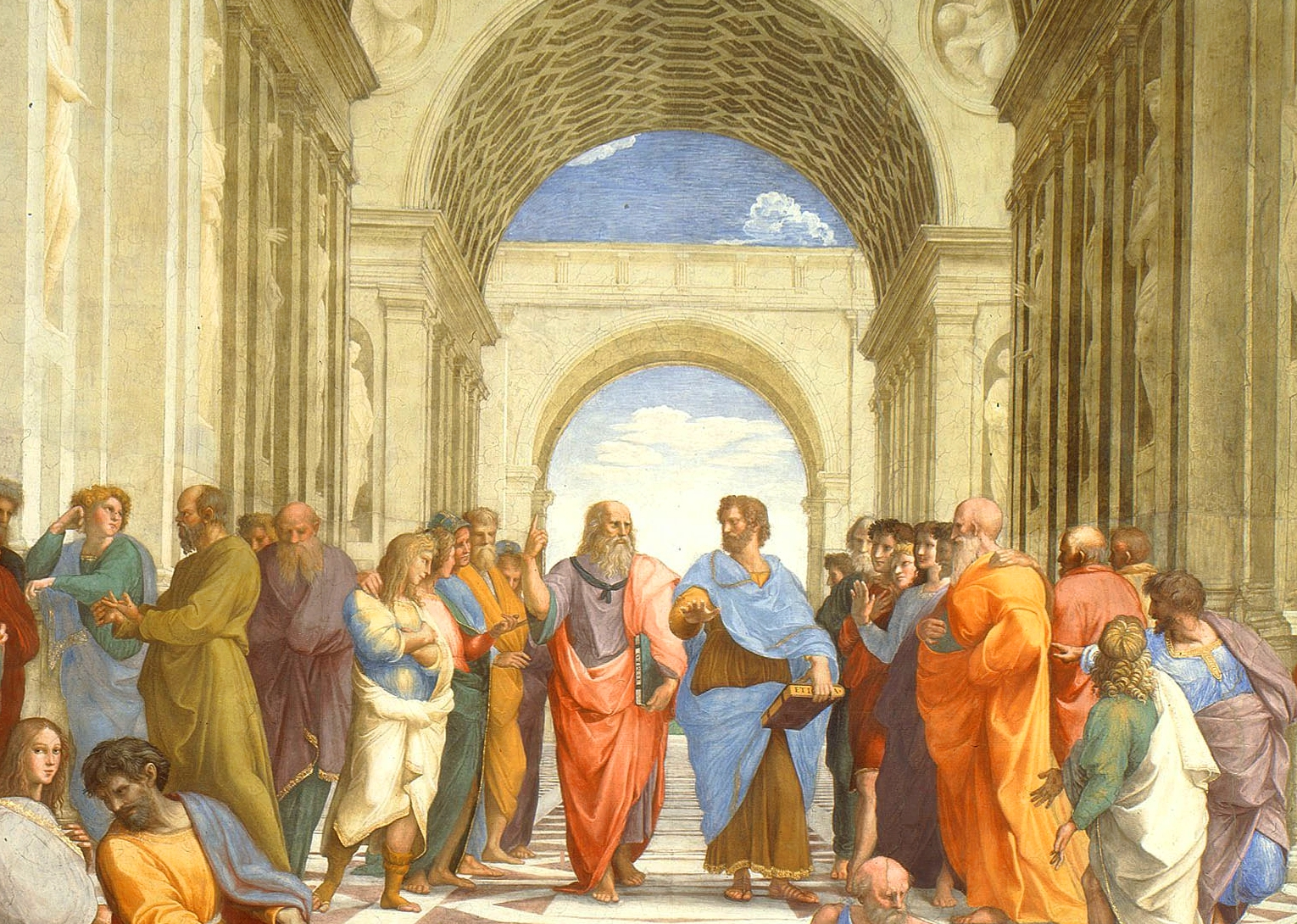
مدرسه آتن به عنوان یکی از اولین مدارس فلسفه و روانشناسی در جهان

فلسفه روان‌شناسی؛ به بنیادهای نظری روان‌شناسی مدرن می‌پردازد. برخی از این مسائل، نگرانی‌های معرفت شناختی راجع به روش‌شناسی پژوهش روان‌شناختی هستند. مثلاً:
- مناسب‌ترین روش‌شناسی برای روان‌شناسی چیست: ذهن‌باوری، رفتارباوری یا چیزی میان این دو؟